# Yeshivá de Volojin

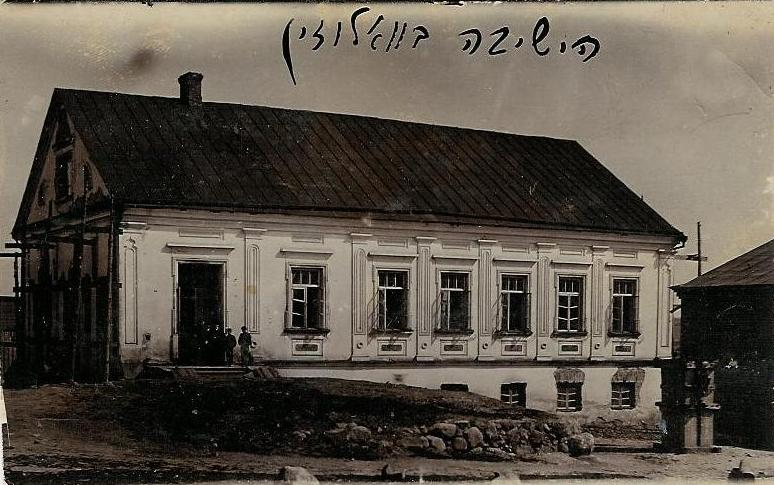
Una antigua foto de la Yeshivá de Volozhin.

La Yeshivá de Volojin (en hebreo: ישיבת וולוז'ין) era un centro de aprendizaje del Talmud de Babilonia, y una yeshivá judía ortodoxa que estaba ubicada en Valózhyn, Imperio ruso (actual Bielorrusia).  Fue el seminario judío más renombrado de su época.

## Fundación (1803)
Esta yeshivá fue fundada en el año 1803 por el Rabino Jaim de Volozhin, quien era alumno del Gaón de Vilna. Al morir el Rabino Jaim, tomó posesión de esta su hijo el Rabino Itzjak (1821). Posteriormente fue el encargado el Rabino Eliezer Fried, junto con el Rabino Naftali Tzvi Yehuda Berlín, conocido como el Netziv, como su ayudante (1849). Al morir el Rabino Fried poco después en 1854, el Netziv se convirtió en el nuevo director de la yeshivá (rosh yeshiva) junto con el Rabino Yosef Dov Soloveitchik, también conocido como Beis Halevi, el padre del Rabino Jaim Soloveitchik.

## Clausura (1892)
La Yeshivá fue clausurada en el año 1892 por orden del gobierno ruso, a consecuencia por no aceptar la ieshiva las reglas que impuso el gobierno zarista, sobre la obligación de incluir los estudios seculares en la yeshivá. Esta ley fue considerada por los grandes rabinos de la época como la destrucción espiritual de la Yeshivá de Volozhin.

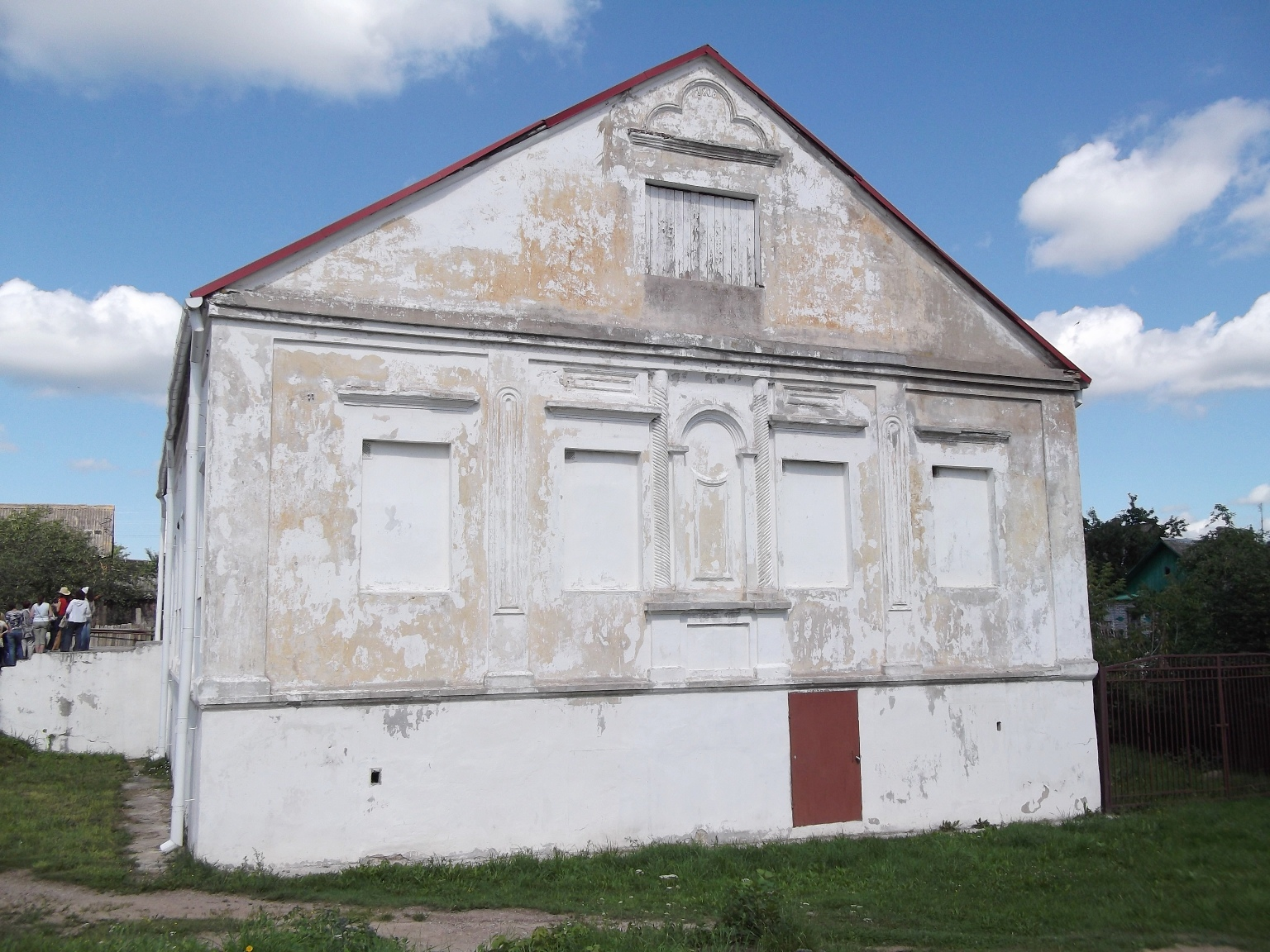
Yeshivá de Volozhin.
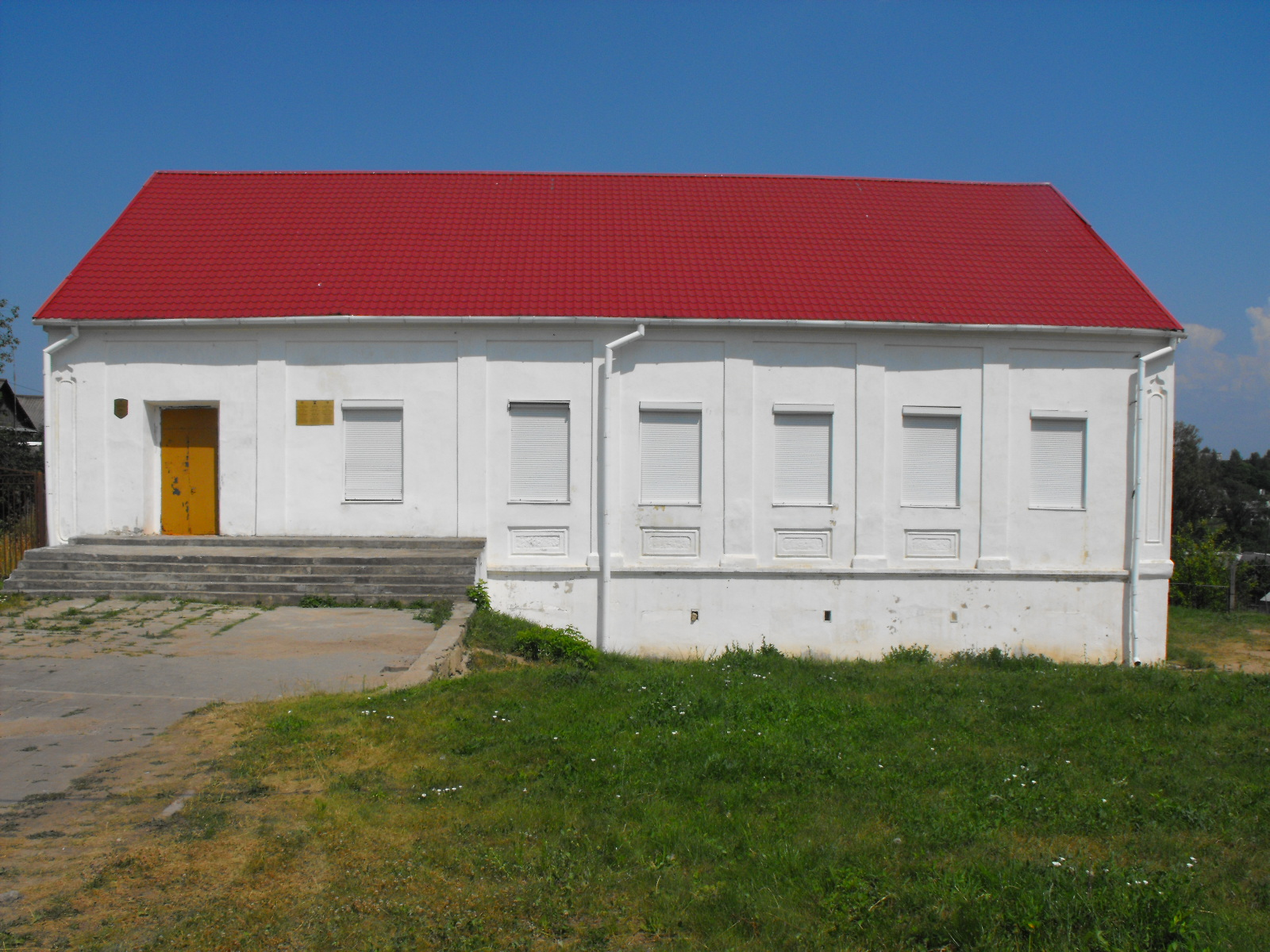
Yeshivá de Volozhin.
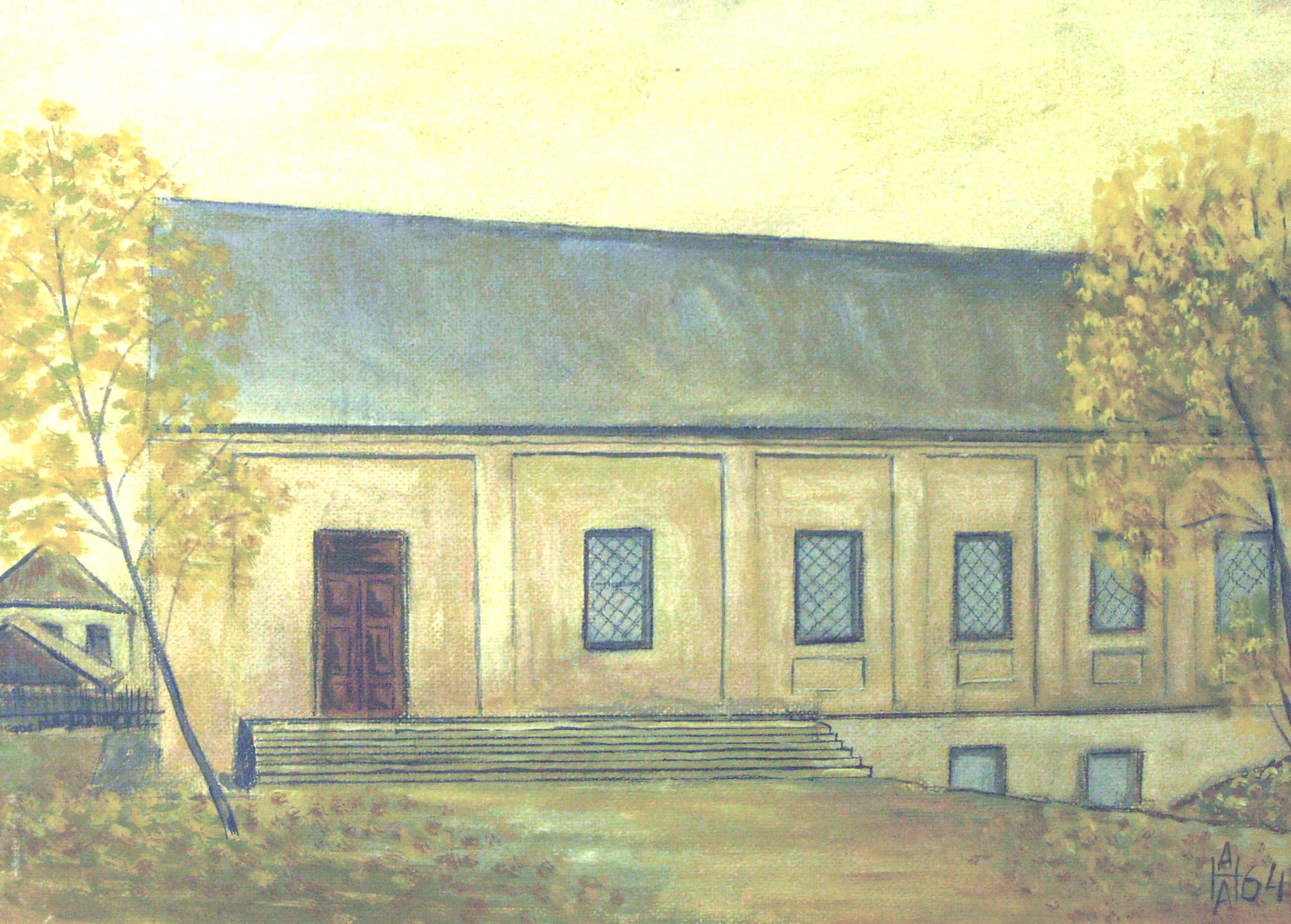
Yeshivá de Volozhin, Anatoly Nalivaev, 1964, témpera.
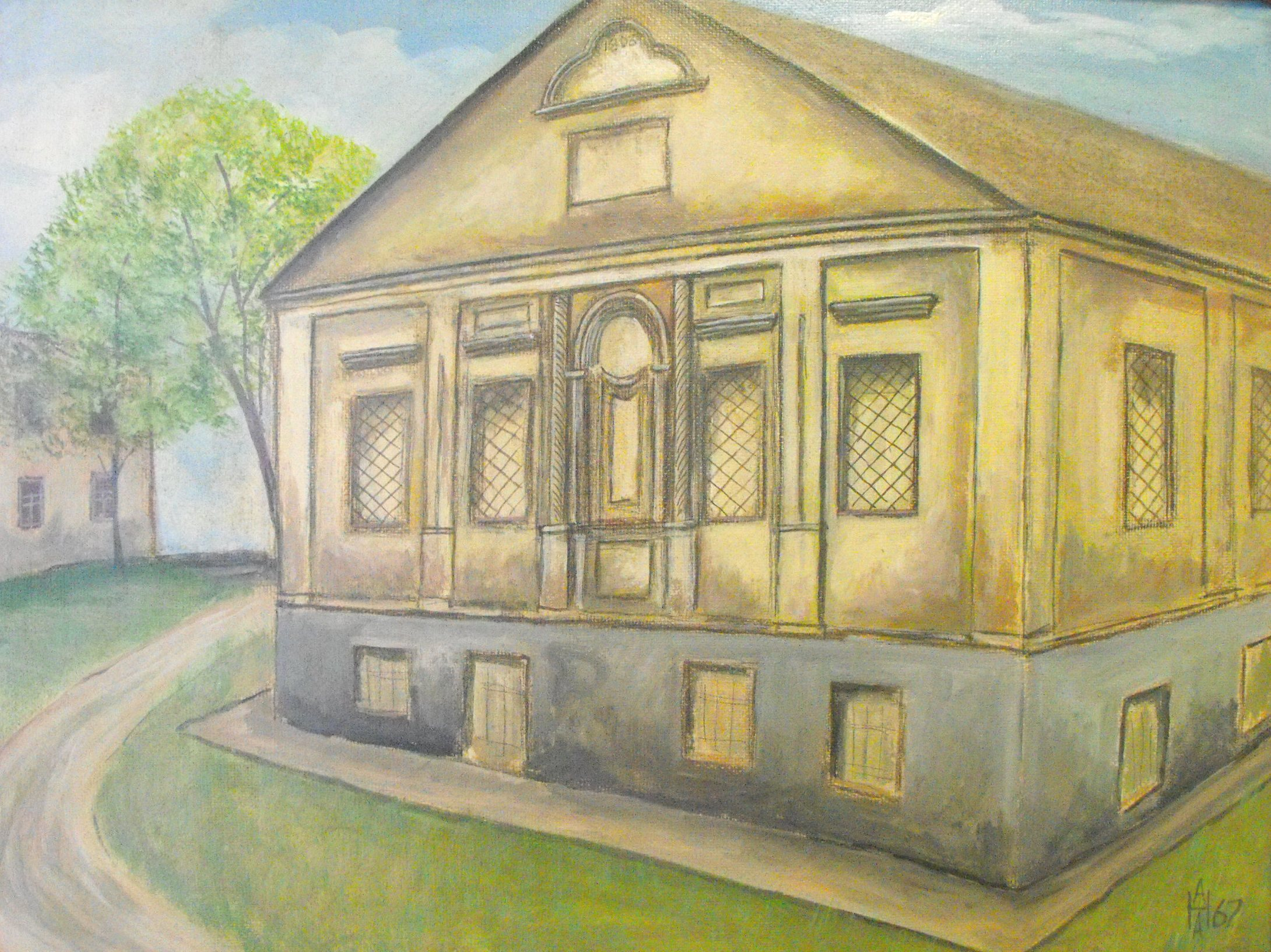
Yeshivá de Volozhin, Anatoly Nalivaev, 1967, témpera.
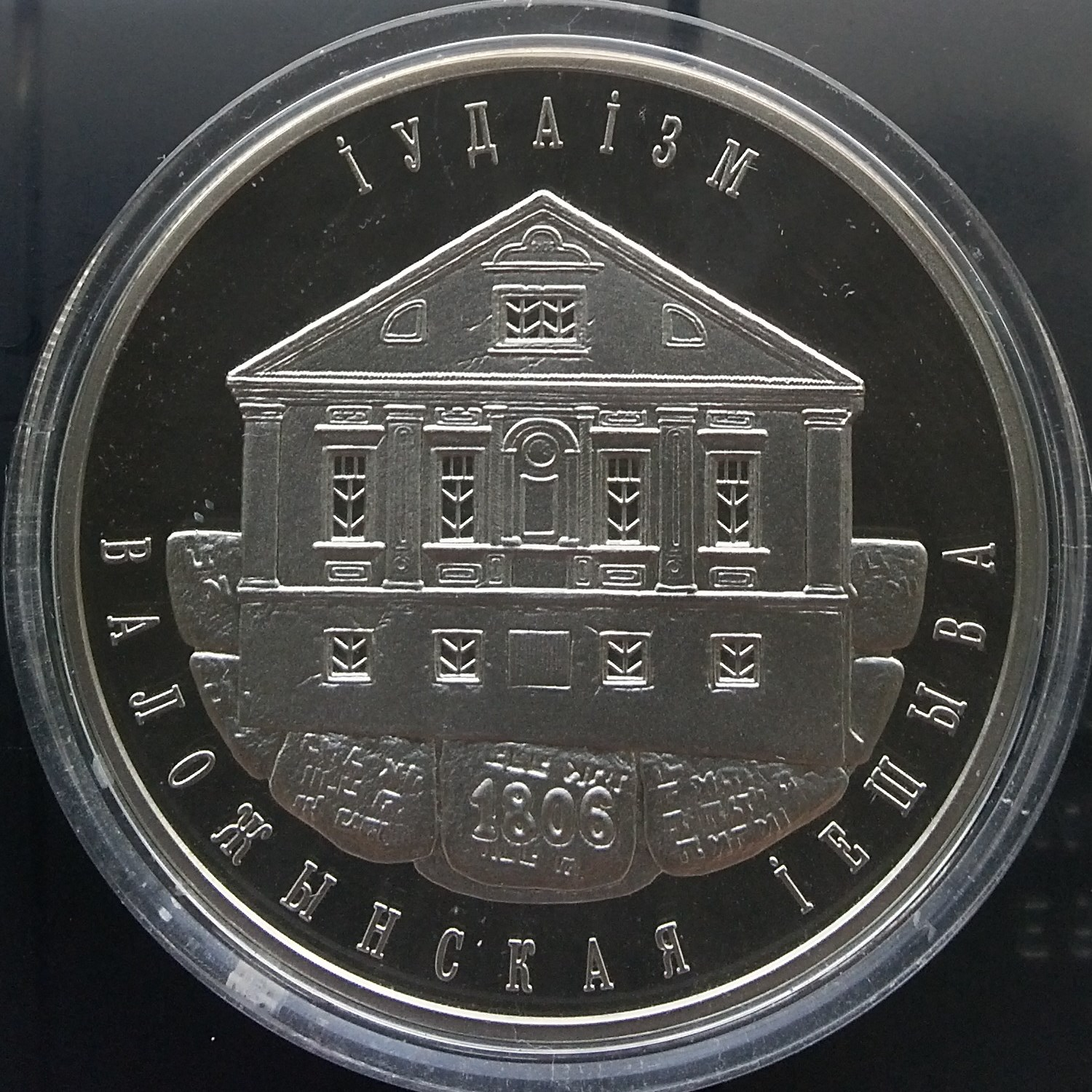
Moneda de 10 rublos, 2010, Bielorrusia, Yeshivá de Volozhin.

## Alumnos prominentes
- Baruj Ber Leibovitz
- Iser Zalmen Meltzer
- Jaim Ozer Grodinski
- Jaim Soloveitchik
- Shimon Shkop
- Zundel Salant